# Cleithrolepis
Cleithrolepis is een geslacht van uitgestorven straalvinnige beenvissen uit het Vroeg- tot Midden-Trias.

## Beschrijving
Deze 10 cm lange vis had een hoog lichaam met een ingesneden, homocerke staart en recht tegenover elkaar liggende rug- en aarsvinnen. De zwakke, scheef geplaatste onderkaak bezat alleen tanden aan het uiteinde. Gezien dit gegeven, vermoedt men, dat deze vis slechts in staat was om kleine pelagische prooien leeg te zuigen.

## Vondsten
Fossielen van deze vis werden gevonden in Australië en Zuid-Afrika.